# Cathrine Laudrup-Dufour
Cathrine Laudrup-Dufour, född 2 januari 1992 i Kirke Hvalsø, är en dansk ryttare som tävlar i dressyr. Hon började rida när hon var fem år gammal och blev medlem av det danska ponnylandslaget i dressyr när hon var elva.
Laudrup-Dufour deltog i de olympiska sommarspelen 2016 i Rio de Janeiro på det danska varmblodet Cassidy där hon nådde en trettondeplats i den individuella tävlingen och en sjätteplats i lagtävlingen. Vid de olympiska sommarspelen 2020 i Tokyo nådde hon en fjärdeplats på Bohemian både individuellt och i lagtävlingen.
Hon är gift med hoppryttaren Rasmine Laudrup.
Vid OS 2024 ingick hon i det danska laget som tog silver i dressyr.